# Драган Јаковљевић
Драган Јаковљевић (Крагујевац, 1965) српски је књижевник, новинар, универзитетски професор, који живи и ради у Будимпешти.

## Биографија
Драган је детињство провео у Крагујевцу, на Пиварском брду, са сестром Весном и родитељима Милосавом и Миленком. Потомак је књижевника Милице (Мир-Јам) и Стевана Јаковљевића. У родном граду је завршио ОШ „Милутин и Драгиња Тодоровић”, где је наставни кадар имао кључну улогу у његовом развоју, тј. животном и стваралачком путу, препознајући надареност за писану и лепо изговорену реч. Одлучујући тренутак на том путу била је аудиција за новинаре-водитеље у новооснованом крагујевачком Студију Радио-телевизије Србије, за регион Шумадије и Поморавља, коју је са успехом прошао и постао члан информативне редакције. Дописнички извештаји су му готово свакодневно емитовани у емисијама националног јавног сервиса, што му је отворило врата и других редакција у Србији и ван ње.
Дајући предност самосталном животу и схватајући да се у страној земљи пружа шанса да се проживи још најмање један, што као писац доживљава као инспирацију, напушта родитељски дом и одлази у Мађарску. Данас предаје групу предмета из области историја српске књижевности и културе на Смеру за српски језик и књижевност државног Универзитета „Етвеш Лоранд” (ELTE). Главни је и одговорни уредник „Српских недељних новина”, информативног и едукативног гласила српске националне мањине у Мађарској, у којима је ангажован од 1995. године.
Увршћен је у „Енциклопедију националне дијаспоре”, коју уређује Иван Калаузовић Иванус.
Члан је Удружења књижевника Србије, Друштва књижевника Војводине и Удружења новинара Србије.

### Књижевни рад
Написао је и објавио петнаест књига. Поезија и проза су му преведене су на више језика, а сегменти стваралаштва увршћени у мађарске гимназијске уџбенике. Редовни је учесник групних и самосталних књижевних вечери у Србији и Европи. Покретач је књижевног Конкурса за награду „Милован Видаковић”, коју „Српске недељне новине” сваке друге године додељују аутору најбоље кратке приче на српском језику. На његову иницијативу, у Будимпешти се периодично одржава Радионица креативног писања за сараднике листа и литерарно надарене читаоце.

### Новинарски рад
Био је новинар-дописник у Дописништву РТС-а у Крагујевцу и новинар и уредник у Радио-телевизији Крагујевац. Основао је и уређивао регионални „Недељни лист”.
По доласку у Мађарску, до 1999. године је радио је као акредитовани дописник Новинске агенције „ФоНет”, а сарађивао је и са другим водећим медијима у Србији. Дуже време био је водитељ емисије „Српски екран”, која се и данас емитује на мађарској државној телевизији „MTVA”.
Лист који сада уређује награђен је Великом повељом Удружења књижевника Србије, за правовремено и објективно информисање, очување и популаризацију српског језика и ћирилице и јачање веза Срба у Мађарској са матичном државом Србијом. Иницијатор је и активни учесник у организацији бројних културних и едукативних програма српске мањине.
Сарадник је портала РТС-а намењеног дијаспори и Србима у региону.

### Научно-образовни рад
Као професор историје српске књижевности и културе на Универзитету „Етвеш Лоранд”, труди се да његови студенти, од основних па до докторских студија студија, заволе Србију и народ чији језик и књижевност изучавају. То, заједно са својим колегама, постиже сталним унапређивањем квалитета и атрактивности наставе, као и ангажовањем гостујућих професора, писаца и уметника из Србије, односно организовањем екскурзија по њој.
Аутор је више десетина научник радова из области културе и медија, објављених у домаћим и страним стручним часописима. Редовни је учесник научних конференција у Србији и Мађарској, а предавања периодично држи и у другим земљама, по позиву.

## Награде и признања
- Награда „Златник Доситеја Обрадовића” за допринос у култури и информисању (Темишвар, 2012)
- Награда „Златни орфеј” (Франкфурт, 2012 и 2013)[15]
- Велика повеља Удружења књижевника Србије за књижевни рад и информисање (Београд, 2013)
- Награда „Златна значка” Културно-просветне заједнице Србије (Београд, 2013)
- Награда „Златни круг” Београдског афористичарског друштва за изузетан допринос афирмацији сатире у свету (Београд, 2014)
- Повеље Одбора за дијаспору и Србе у региону Народне скупштине Републике Србије
- Награда „Драгиша Кашиковић” за новинарство (2015)[16]
- Видовданска повеља Матице исељеника и Срба у региону